# Sándor Szűcs (1961)
Sándor Szűcs (Mihalț, 12 luglio 1961) è un ex calciatore ungherese nato in Romania, di ruolo difensore.

## Biografia
Sua figlia Gabriella ha giocato con la Nazionale femminile di pallamano dell'Ungheria.